# Lista de pinturas de António Ramalho Júnior

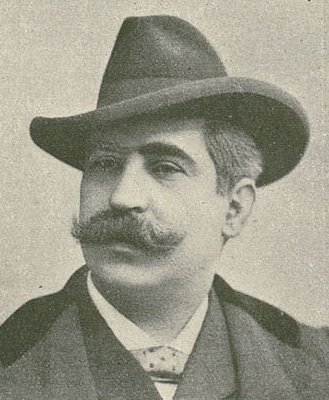
António Ramalho Júnior (foto de 1916)

Esta é uma lista de pinturas de António Ramalho Júnior, lista não exaustiva das pinturas deste pintor, mas tão só das que como tal se encontram registadas na Wikidata.
A lista está ordenada pela data da publicação de cada pintura. Como nas outras listas geradas a partir da Wikidata, os dados cuja designação se encontra em itálico apenas têm ficha na Wikidata, não tendo ainda artigo próprio criado na Wikipédia.
António Ramalho Júnior (1858-1916) depois de formação em Lisboa obteve pensão para estudar em Paris, onde foi discípulo de Cabanel. Em 1883 estreou-se no Salon com O Lanterneiro, uma excelente pintura de carácter realista. Mas foi também sensível ao estilo de Manet e de Jules Bastien-Lepage, como em  O retrato da Senhora de Preto de 1884, talvez a sua obra mais moderna. De Paris enviou com frequência quadros para as exposições do Grupo do Leão, que ajudara a fundar, e ilustrações para as revistas O Occidente e A Crónica Ilustrada.
Regressado a Lisboa, em 1884, dedica-se a retratos e a pintura de género, em que se revela a sua capacidade de observação na caracterização realista e decorativa dos ambientes. Criou aguarelas e ilustrações, de desenho firme e seguro, bem como apontamentos colhidos do natural em viagens pelo país. Apesar da qualidade da obra como pintor, António Ramalho Júnior foi um conhecido decorador tendo efectuado decorações em Lisboa (Casa Levi, antiga Faculdade de Medicina, Cervejarias Leão d’Ouro e Jansen), no Porto (escadaria do Palácio da Bolsa), em Évora (Hotel Barahona e Teatro Garcia Resende, este em colaboração com João Vaz) e Buçaco (Hotel Palace Hotel).
Participou regularmente nas exposições do Grupo do Leão, da Promotora, do Grémio Artístico, da Sociedade Nacional de Belas Artes, e em muitas exposições no Porto e apresentou também trabalhos em exposições internacionais. Académico de Mérito da Academia de Lisboa, em 1887, e professor na Sociedade Nacional de Belas Artes, faleceu na Figueira da Foz, em 1916, onde se encontrava a executar pintura decorativa no Palácio Sotto Mayor.
| Imagem | Título                                                       | Data           | Retrata                                                    | Coleção                                                | Descrito em |
| ------ | ------------------------------------------------------------ | -------------- | ---------------------------------------------------------- | ------------------------------------------------------ | ----------- |
|        | O pintor Silva Porto, estudo                                 | 1880           | António da Silva Porto                                     | Casa-Museu Dr. Anastácio Gonçalves                     |             |
|        | Retrato de José Malhoa - Estudo                              | 1882           | José Malhoa                                                | Museu de José Malhoa                                   |             |
|        | Retrato do Dr. Fortunato da Fonseca                          | 1882           |                                                            | Casa-Museu Dr. Anastácio Gonçalves                     |             |
|        | Praça da Concórdia                                           | 1883           | Praça da Concórdia                                         | Casa-Museu Dr. Anastácio Gonçalves                     |             |
|        | Senhora de preto                                             | 1884           |                                                            | Casa-Museu Dr. Anastácio Gonçalves                     |             |
|        | Busto de jovem                                               | 1888           |                                                            | Palácio Nacional da Pena                               |             |
|        | Retrato de Abel Acácio Botelho                               | 1889           | Abel Botelho                                               | Museu Nacional de Arte Contemporânea do Chiado         |             |
|        | Retrato de D. Maria Adelaide Joaquina Guedes de Faria Tierno | 1889           |                                                            | Museu de José Malhoa                                   |             |
|        | O escultor Alberto Nunes                                     | 1889           | António Alberto Nunes                                      | Museu de José Malhoa                                   |             |
|        | Praia em Leça                                                | 1892           | praia                                                      | Casa-Museu Dr. Anastácio Gonçalves                     |             |
|        | Retrato de Menina (D. Maria Ema Ferreira da Silva)           | 1892           |                                                            | Casa-Museu Dr. Anastácio Gonçalves                     |             |
|        | Camões lendo "Os Lusíadas" a D. Sebastião                    | 1893           | Luís de Camões Sebastião de Portugal Os Lusíadas           |                                                        |             |
|        | Retrato da actriz Virgínia                                   | 1893           | Virgínia Dias da Silva                                     | Museu Nacional de Soares dos Reis                      |             |
|        | Graças a Deus                                                | 1896           |                                                            | No/unknown value                                       |             |
|        | Retrato do Marquês da Praia e Monforte                       | década de 1900 | Duarte Borges Coutinho de Medeiros de Sousa Dias da Câmara | No/unknown value                                       |             |
|        | Cupido                                                       | século XIX     | Cupido                                                     | MIAA - Museu Ibérico de Arqueologia e Arte de Abrantes |             |
|        | Retrato de Pedro Francisco da Costa Alvarenga                | 1906           | Pedro Francisco da Costa Alvarenga                         | NOVA Medical School                                    |             |
|        | Retrato de José António Serrano                              | 1906           | José António Serrano                                       | NOVA Medical School                                    |             |

∑ 18 items.